# Серги (Поставский район)
Серги (белор. Сергi) — деревня в Поставском районе Витебской области Белоруссии. Входит в состав Дуниловичского сельсовета. Население — 14 человек (2019).

## География
Деревня расположена в 45 км от города Поставы и в 12 км от центра сельсовета.

## История
В начале ХХ столетия — деревня в Дуниловичской волости Вилейского уезда Виленской губернии.
В 1905 году — 186 дворов, 249 десятин земли.
В 1909 году — 12 дворов, 35 семей, 220 жителей.
В результате советско-польской войны 1919—1921 гг. деревня оказалась в составе Срединной Литвы.
С 1922 года — в составе Дуниловичского повета Виленского воеводства Польши (II Речь Посполитая).
В 1923 году — 226 жителей.
В сентябре 1939 года деревня была присоединена к БССР силами Белорусского фронта РККА.
С 12 октября 1940 года — в Сергеевичском сельсовете Дуниловичского района Вилейской области БССР.
С 16.07.1954 года — в Дуниловичском сельсовете.
С 20.01.1960 года — в Поставском районе.
В 1963 году — 52 двора, 152 жителя.
В 2001 году — 24 двора, 52 жителя, колхоз "Родина".